# Shlomo Scharf
Shlomo Scharf - em hebraico, שלמה שרף (Biysk, 1 de janeiro de 1943) é um ex-futebolista e ex-treinador de futebol israelense.[carece de fontes?] Atualmente é comentarista esportivo.

## Carreira
Como jogador, atuou somente pelo Hapoel Kfar Saba, entre 1961 e 1973, quando se aposentou. Em 1974 voltou ao clube, desta vez como técnico. Permaneceu no cargo até 1976, quando assumiu o comando do Hapoel Yehud. Regressou novamente ao Kfar Saba em 1978, trabalhando por 2 temporadas.
Scharf comandou ainda Bnei Yehuda, Maccabi Haifa, Maccabi Tel Aviv e Hapoel Be'er Sheva, onde encerraria a carreira de treinador em 2000. Foi nos Verdes que conquistou a maior parte de seus 9 títulos (um como jogador e 9 como técnico), entre eles um tricampeonato israelense (1983–84, 1984–85 e 1990–91) e uma Taça Intertoto da UEFA (1985).
Ainda teve uma passagem pela Seleção Israelense, entre 1992 e 1999. Sob o comando de Scharf, o estado judeu conseguiu a filiação à UEFA, jogando as eliminatórias das Copas de 1994 (onde conquistou uma surpreendente vitória sobre a França, que prejudicou os Bleus na tentativa de classificar-se para o Mundial dos Estados Unidos) e 1998 e das Eurocopas de 1996 e 2000 - porém, Israel não conseguiu a vaga em nenhum dos 4 torneios. Outra vitória bastante lembrada foi a goleada por 5 a 0 sobre a Áustria, em Haifa.
Após deixar os gramados, virou comentarista esportivo no canal Sport5, tornando-se famoso por suas frases de efeito, que o levaram a envolver-se em várias confusões.